# Brylińce
Brylińce (1977–1981 Tomczyków, ukrainisch Брилинці) ist eine Ortschaft mit einem Schulzenamt der Gemeinde Krasiczyn im Powiat Przemyski der Woiwodschaft Karpatenvorland in Polen.

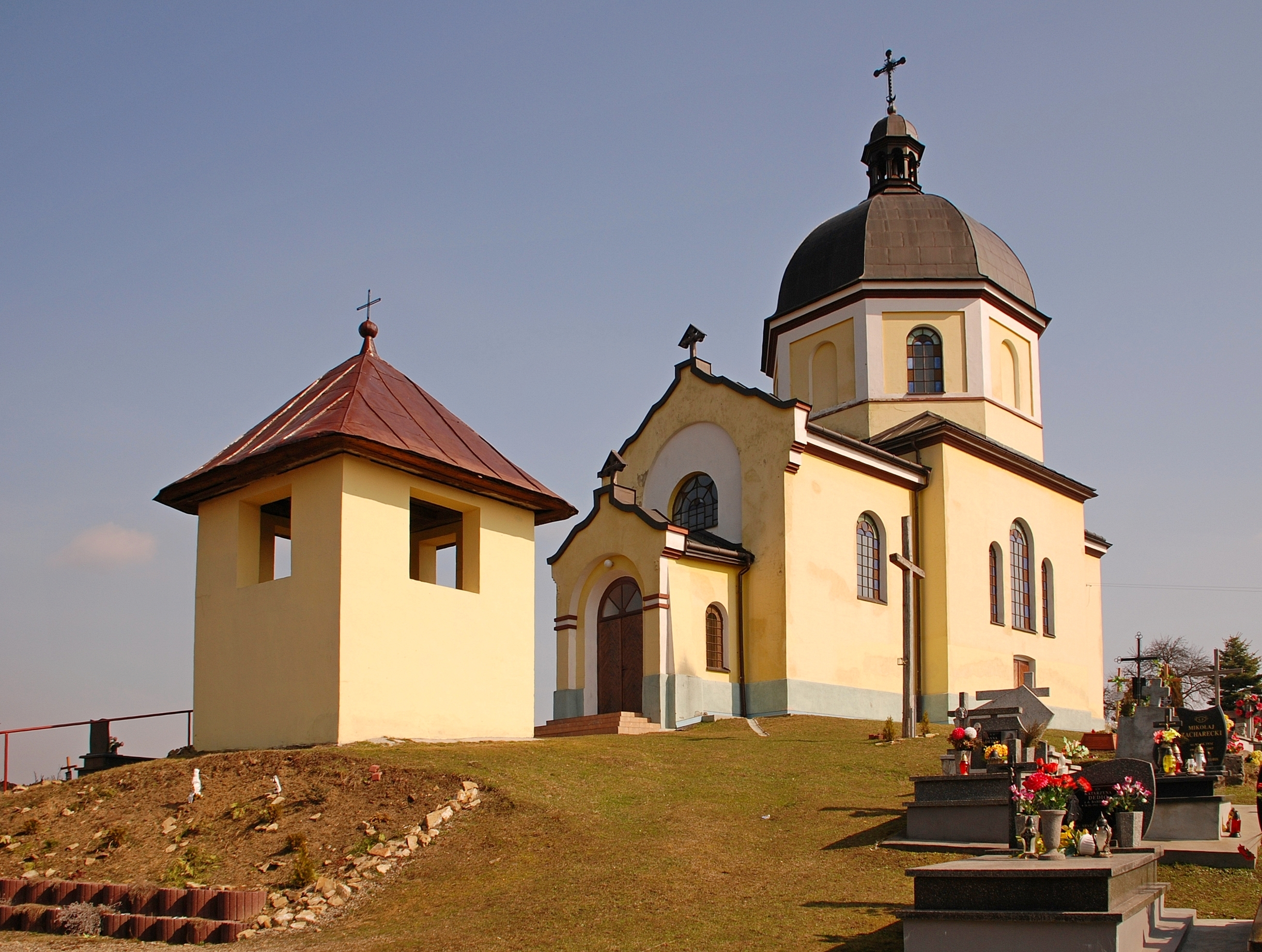
Ehemalige griechisch-katholische Filialkirche aus 1929

## Geschichte
Das im 16. Jahrhundert erwähnte ruthenische Recht (neben dem walachischem aus dem Jahr 1508) deutet auf die Gründung vor dem Jahr 1349 in der Zeit des Fürstentums Halytsch-Wolodymyr, wurde aber erst im Jahr 1414 als Bryljenci oder 1428 als Briginecz erstmals urkundlich erwähnt. Der Name ist vom Personennamen Bryła mit dem ostslawischen Suffix -ińce (ukrainisch -inci) abgeleitet, einmalig auch mit dem Nebennamen Krajnik (1542: Brylyncze alias Kraynik) – vom Appellativ kraj(ny) (am Rand liegendes, vergleiche Ukraine#Etymologie). Aus dem frühen 16. Jahrhundert kam auch die erste Erwähnung einer orthodoxen Kirche, wo der Bischof von Przemyśl, Arseniusz Bryliński (1581–1591) bestattet wurde.
Bei der Ersten Teilung Polens kam Brylińce 1772 zum neuen Königreich Galizien und Lodomerien des habsburgischen Kaiserreichs (ab 1804). Um 1785 wurde das Dorf von 207 Griechisch-Katholiken, 75 Römisch-Katholiken und 13 Juden bewohnt. Nach der Aufhebung der Patrimonialherrschaften bildete es eine Gemeinde im Bezirk Przemyśl.
1918, nach dem Ende des Ersten Weltkriegs, dem Zusammenbruch der k.u.k. Monarchie und dem Ende des Polnisch-Ukrainischen Kriegs, kam der Ort zu Polen. Im Jahre 1921 hatte die Gemeinde 53 Häuser mit 849 Einwohnern, davon 759 deklarierten sich als Ruthenen, 83 als Polen, 777 waren Griechisch-Katholiken, 53 Römisch-Katholiken und 7 Israeliten.
Während des Zweiten Weltkrieges wurde es im September 1939 zunächst von deutschen Truppen besetzt. Diese zogen sich am 28. September 1939 gemäß dem Grenz- und Freundschaftsvertrag hinter den San zurück, um das Gebiet der Roten Armee zu übergeben. Kurz nach dem Beginn des Deutsch-Sowjetischen Krieges am 22. Juni 1941 besetzte die Wehrmacht das Gebiet wieder. Der Ort wurde ein Teil des Generalgouvernements (bzw. des Distrikts Galizien). Die Mehrheit der Bewohner wurde im Herbst 1945 nach die Sowjetunion deportiert. In der Aktion Weichsel (Mai 1947) wurden 111 Ukrainer deportiert, obwohl der Kopf der methodistischen Kirche Polens im Jahr 1946 die Verhütung vor der Aussiedlung der Anhänger dieser Kirche aus dem Dorf anstrebte. Einige ukrainische Familie kamen nach 1956 zurück.
Von 1975 bis 1998 gehörte Przemyśl zur Woiwodschaft Przemyśl.